# Yuvasaray, Ilgaz
Yuvasaray là một xã thuộc huyện Ilgaz, tỉnh Çankırı, Thổ Nhĩ Kỳ. Dân số thời điểm năm 2010 là 298 người.